# Yeshivá Kol Torá

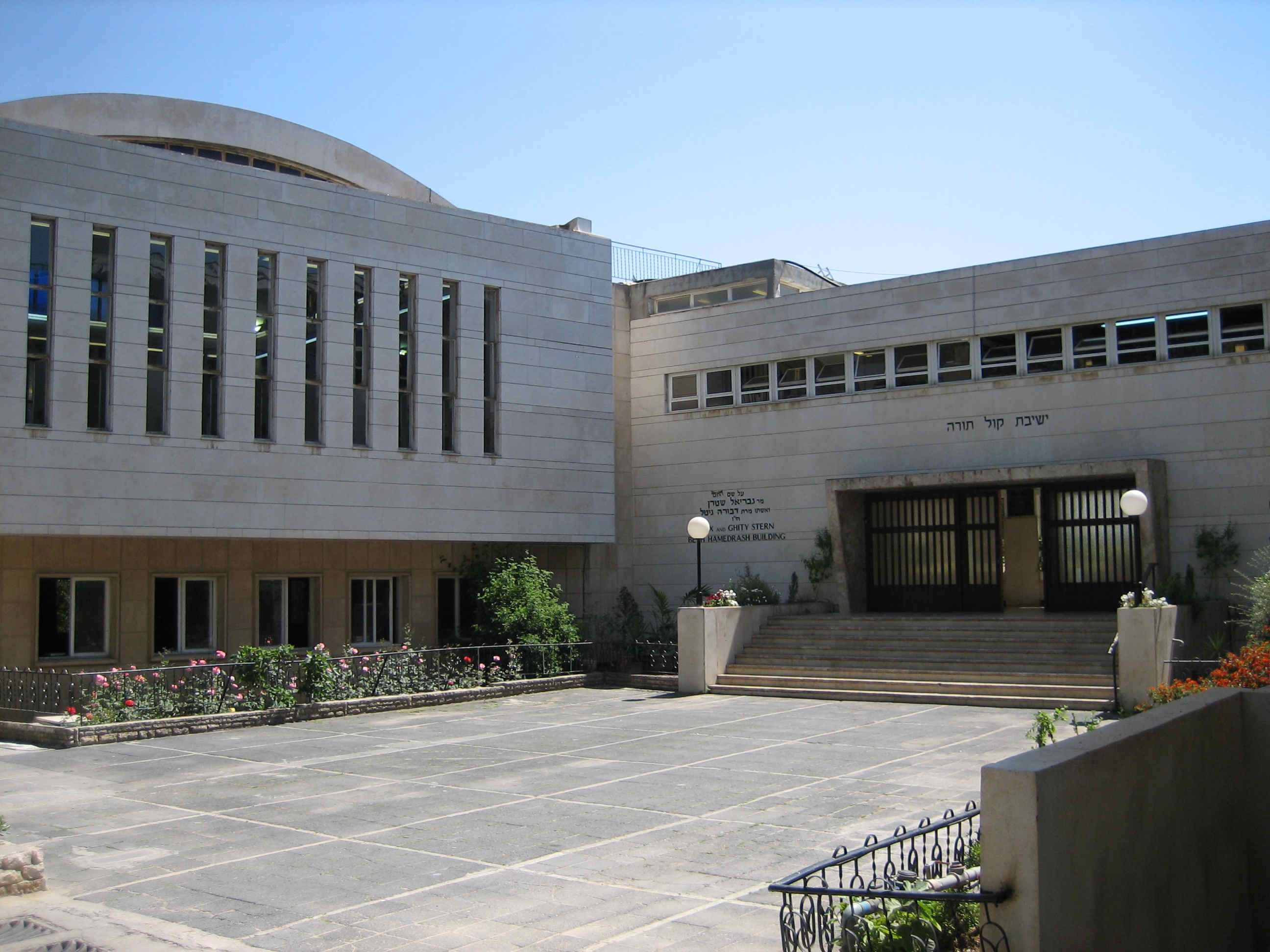
Entrada principal de la Yeshivá Kol Torá.

La Yeshivá Kol Torah (en hebreo: ישיבת קול תורה) es un seminario rabínico ubicado en el barrio de Bayit Vegan, en la ciudad de Jerusalén, Israel. Esta yeshivá fue fundada en 1939. 

## Historia

### Primeros años
La Yeshivá Kol Torá fue fundada en 1939 por el Rabino Yechiel Michel Schlesinger (1898-1948), nacido en Hamburgo, Alemania, y el Rabino Boruch Kunstadt, un rabino de Fulda, Alemania. Fue la primera yeshivá ultraortodoxa que enseñó en hebreo, en lugar de en yidis, como era costumbre en aquella época. Esta innovación contó con el apoyo crucial del Chazon Ish, el Rabino Abraham Yeshaya Karelitz. Después de la muerte del Rabino Schlesinger en 1949, la Yeshivá Kol Torá fue dirigida por el Rabino Shlomo Zalman Auerbach, hasta su muerte en 1995.

### Actualmente
Actualmente el Rabino shlomo Schlesinger, el nieto mayor del fundador, está sirviendo como jefe de la yeshivá. Kol Torá se divide en dos partes, el colegio rabínico y la escuela secundaria. El número de alumnos matriculados en ambas instituciones asciende a unos 1000 estudiantes.